# Halványzöld rétiszöcske
A halványzöld rétiszöcske (Bicolorana bicolor) a fürgeszöcskék családjába tartozó, Eurázsiában honos szöcskefaj.

## Megjelenése
A halványzöld rétiszöcske testhossza a hím esetében 14-17 mm, a nőstény 15-18 mm, ehhez járul az 5-7 mm-es tojócső. Színe világoszöld, a hátán a fejtől a potroh végéig húzódó barna sávval (ez a színkombináció már a lárváknál is jól látszik); néha barnás alapszínű is lehet. A torpajzs oldala zöld, világos szegély nélkül. A hátsó láb "combján" egy sötét hosszanti csík húzódik. Szárnyuk általában igen rövid, lekerekített végű, a hímek esetében kissé túlnyúlik a potroh közepén; a nőstényeknél nem éri el azt. Mindkét nemnél előfordulnak hosszú szárnyú egyedek, ahol a szárny jóval túlnyúlik a potrohvégen és igen jól repülnek. A hímek cerkuszain (potrohfüggelékein) a fog az első harmad elején található, mintha a vége villásan elágazna. A tojócső erősen felfelé ívelő, színe barnássárgás, vége fekete. 
Ciripelése erős, 20 méterre is elhallatszik; hosszan (néha percekig) kitartott, vagy rövidebb strófákban (1-5 másodperc) adott gyors kerepelés.

### Hasonló fajok
A Roesel-rétiszöcske, a púposhasú rétiszöcske és a sötétzöld rétiszöcske hasonlít hozzá.

## Elterjedése
Eurázsiában honos, Északkelet-Spanyolországtól egészen Mongóliáig. Európán belül Kelet-Franciaországban, Dél- és Kelt-Németországban, az Alpok alacsonyabb fekvésű régióiban és Kelet-Európában gyakori. Magyarországon mindenütt elterjedt és gyakori faj. 

## Életmódja
Magas füvű réteken, kaszálókon, sűrűbb száraz gyepekben, sztyepréteken, utak mentén egyaránt előfordul. Rejtőzködő, nehéz rátalálni. Mindenevő, növényi és állati eredetű táplálékot egyaránt fogyaszt. Viszonylag szűk hőtűrésű (sztenoterm) faj; melegebb klímán a nedvesebb, északabbra vagy a hegyekben a szárazabb, naposabb élőhelyeket részesíti előnyben. 
Kifejlett példányaival június második felétől október elejéig találkozhatunk. A nőstények fűszálakba rakja petéit, amely áttelel és a következő év (vagy két év múlva) májusában kelnek ki a lárvák. A lárvák hétszer vedlenek. 
Magyarországon nem védett.

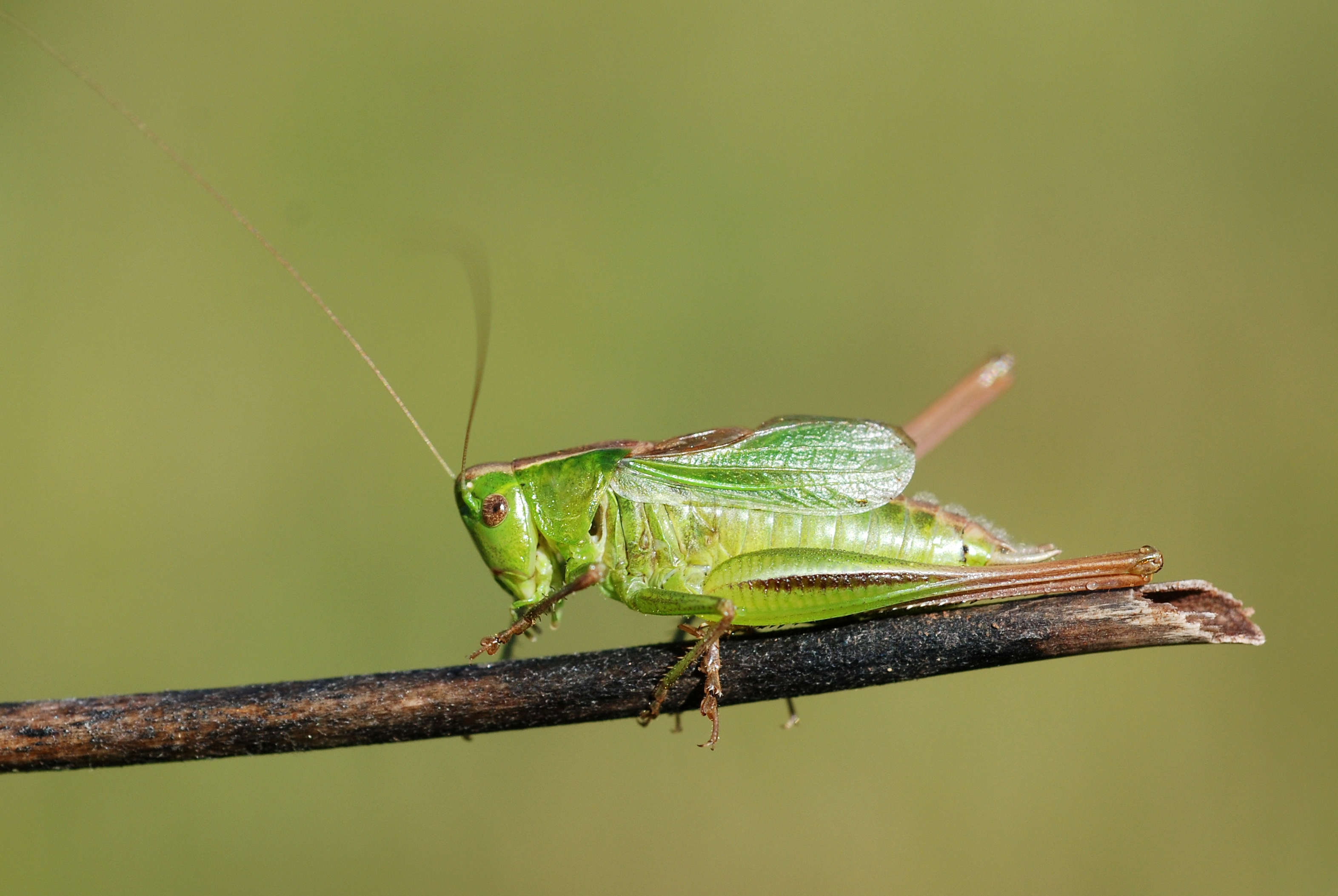
Hím
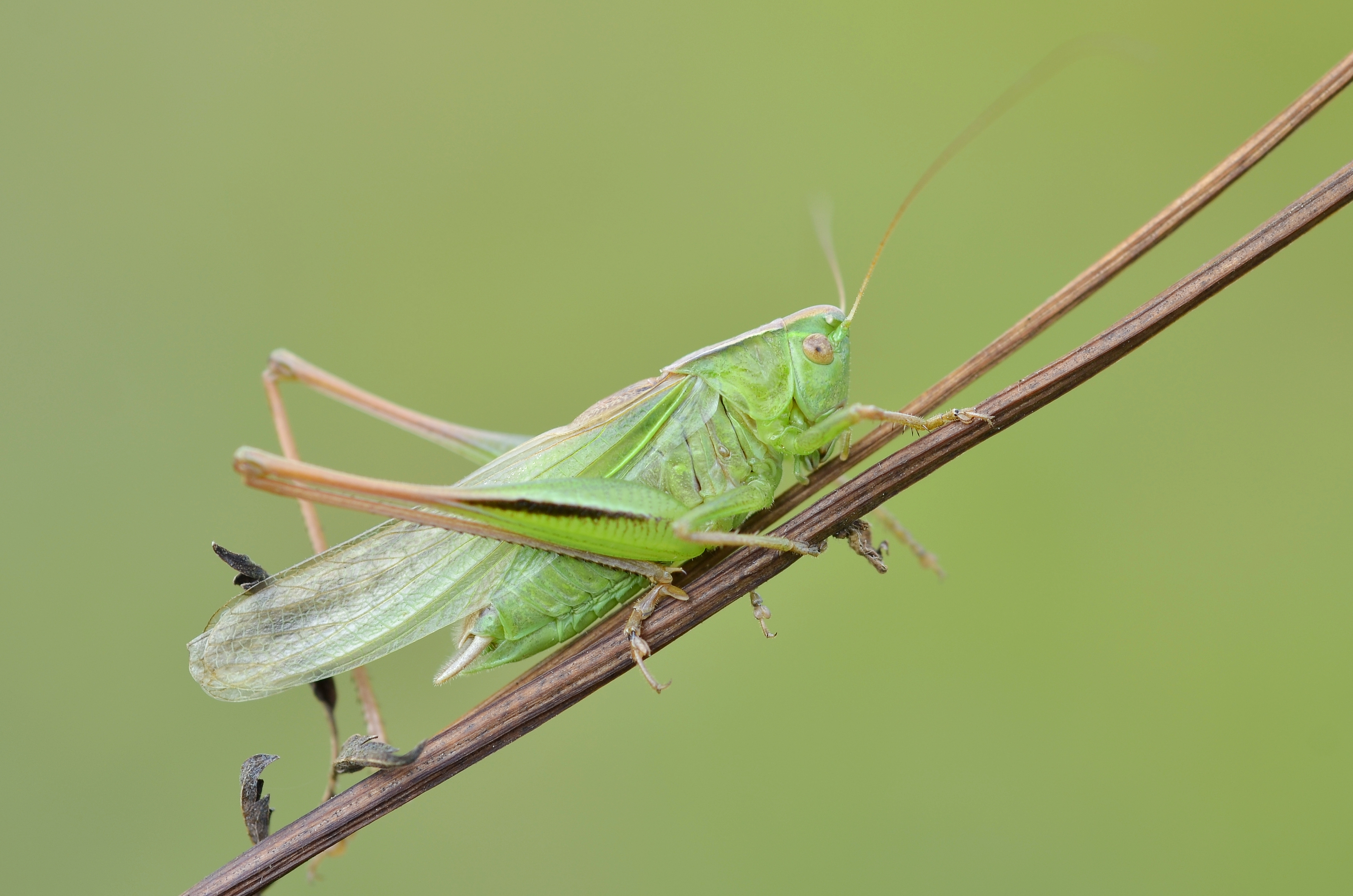
Hosszúszárnyú hím
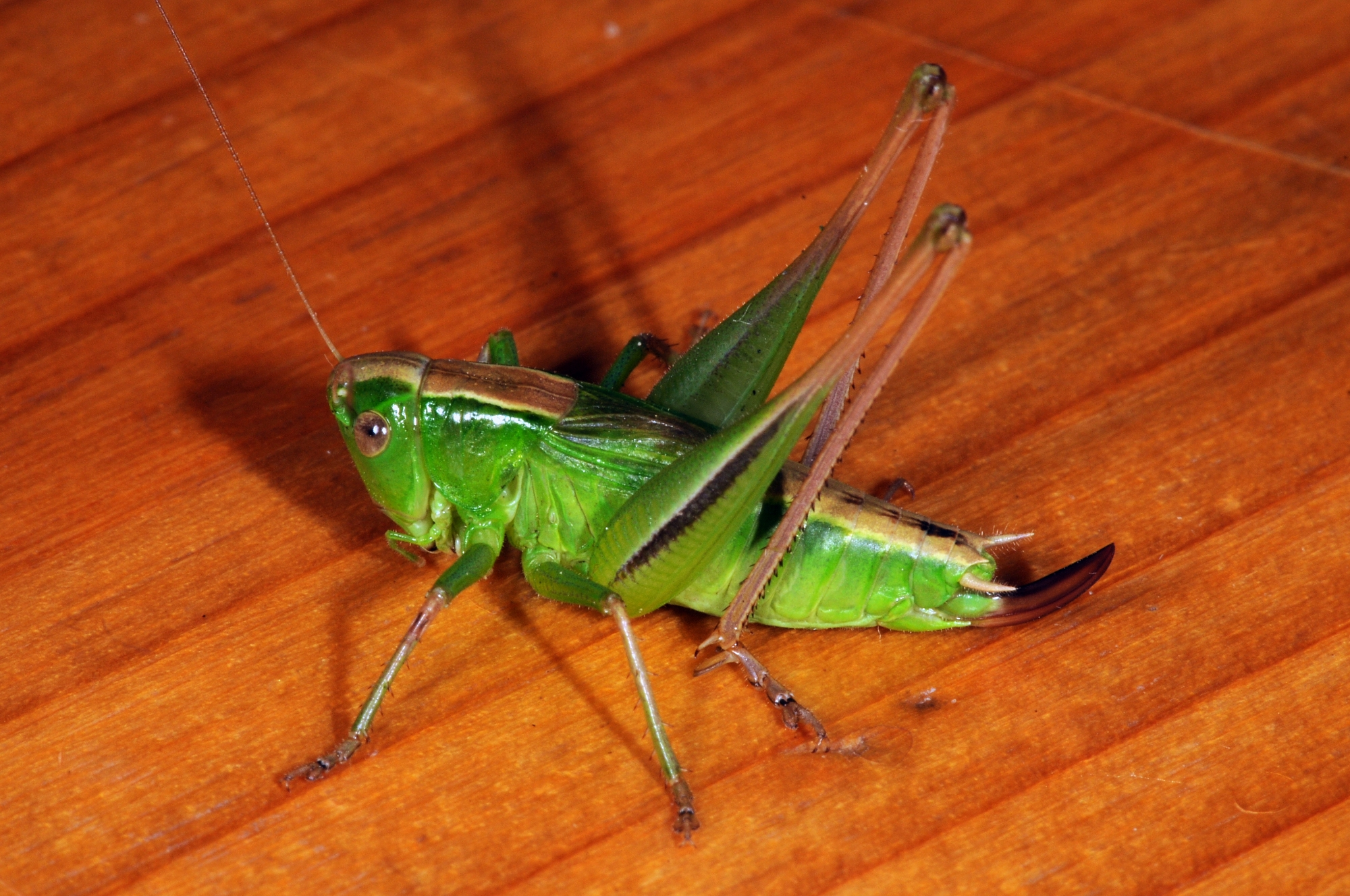
Nőstény
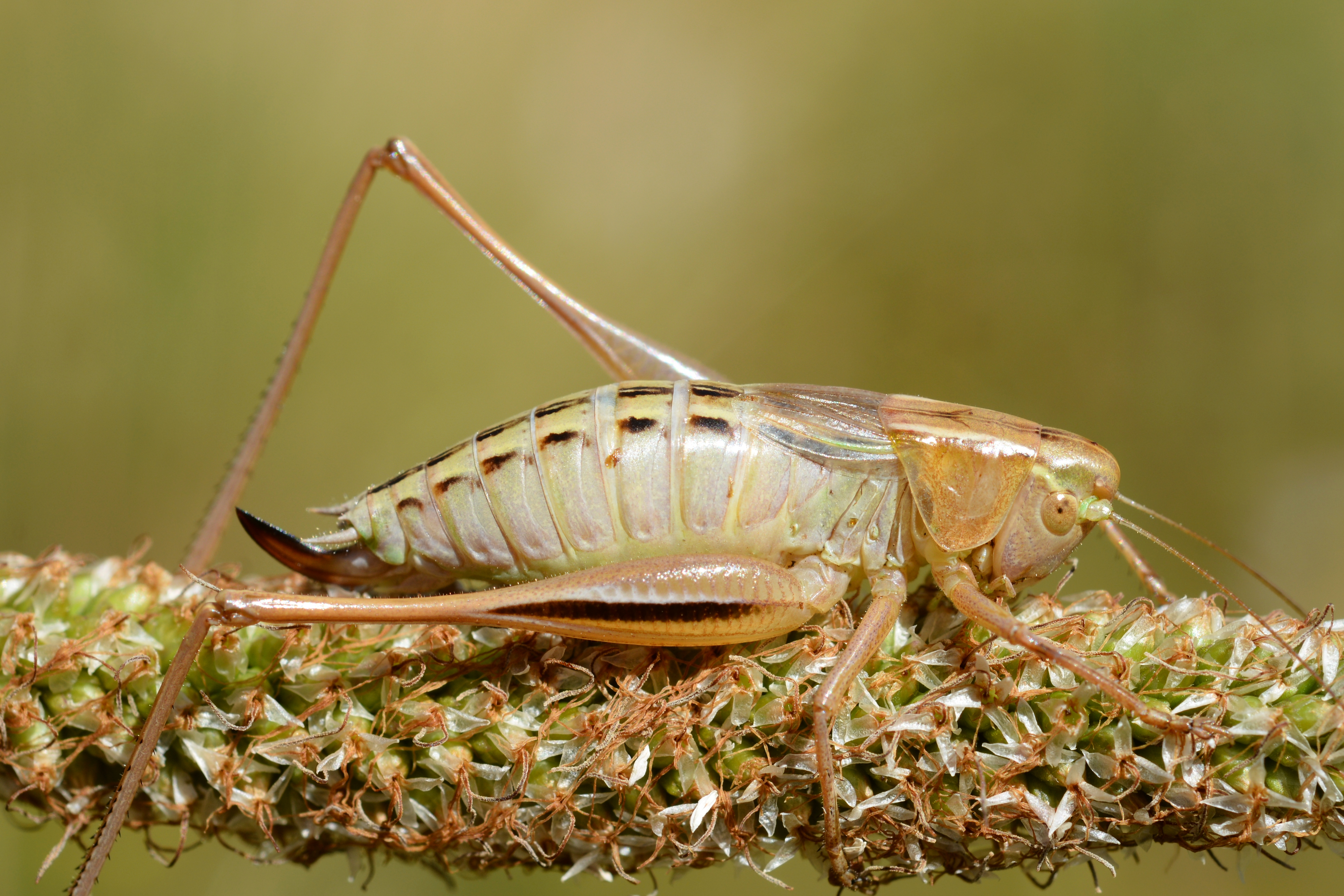
Barna nőstény